# Stenobenyllus pictus
Stenobenyllus pictus är en stekelart som beskrevs av Heinrich 1938. Stenobenyllus pictus ingår i släktet Stenobenyllus och familjen brokparasitsteklar. Utöver nominatformen finns också underarten S. p. infuscatus.